# Norrbotten megye
Norrbotten megye (Norrbottens län) Észak-Svédország egyik megyéje. Szomszédai Västerbotten megye és a Botteni-öböl. Finnországban Lappföld tartomány; Norvégiában Nordland és Troms megyék határolják. A „Norrbotten” szó vonatkozhat csak a keleti részre, nemcsak az egész megyére.

## Történelem
Az 1809-es svéd-orosz háborút követően Västerbotten megye két részre szakadt: egy svéd és egy finn részre, a nagyobbik része Svédországban maradt. 1810-ben a megyét újra kettéosztották, és az északi rész lett Norrbotten megye.

## Nyelv

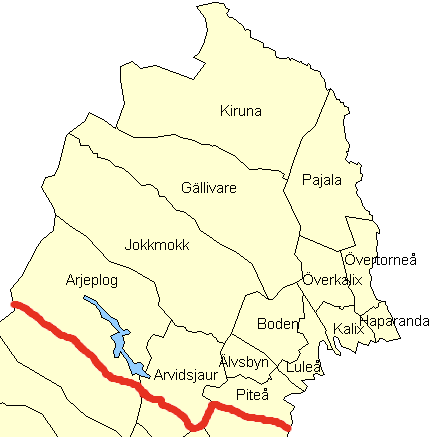

A számi nyelvet Arjeplog, Gällivare, Jokkmokk és Kiruna községben, míg a finn nyelvet Gällivare, Haparanda, Kiruna, Pajala és Övertorneå községben használják.

## Címer
A megye címere a két tartomány címere összevonva. Ha a korona is rajta van, akkor a Megye Adminisztrációs Bizottságát jelöli.

## Népesség
| Lakosok száma | 261 672 | 251 295 | 250 497 | 250 093 | 249 614 | 249 693 | 249 177 | 248 480 | 248 557 |
|               | 1960    | 2017    | 2018    | 2019    | 2020    | 2021    | 2022    | 2023    | 2024    |

## Külső hivatkozások
- Norrbotten megye adminiszációja
- Norrbotten megye Archiválva 2009. június 15-i dátummal a Wayback Machine-ben